# Gabriel Gracindo
Gabriel Carvalho Gracindo (Rio de Janeiro, 21 de outubro de 1977) é um ator brasileiro, sendo conhecido atuando notadamente em telenovelas, mas já fez trabalhos para o cinema e teatro.

## Vida profissional
Tendo iniciado sua carreira artística na televisão em 1996, Gabriel acumulou vários trabalhos em novelas e séries tanto na Rede Globo, como na RecordTV.
Em 2006, no teatro, fez parte do elenco das peças, A Ratoeira e A Moratória, apresentada no Teatro Villa-Lobos do Rio de Janeiro. E, mais recentemente, em 2019 esteve na peça "Perdido", atuando com o ator Guilherme Winter, tendo sido dirigido por Lucio Mauro Filho.

## Relações Familiares
Nascido em família de artistas, Gabriel Gracindo é neto do consagrado ator Paulo Gracindo, sendo filho do casal de atores Gracindo Júnior e Daisy Poli. Ele é irmão da atriz Daniela Duarte e do ator Pedro Gracindo.
Entre 2005 e 2012 Gabriel foi casado com a atriz Fernanda Nobre. Teve um relacionamento com a atriz Luciana Birolli, com quem teve um filho, João. Posteriormente casou-se com a atriz Rayana Carvalho, em 2013, com quem teve outros dois filhos.

## Filmografia

### Televisão[4][8]
| Ano  | Título                   | Personagem                    | Emissora   |  |
| ---- | ------------------------ | ----------------------------- | ---------- |  |
| 1996 | Caça Talentos            | Bob Bárbaro                   | Rede Globo |  |
| 2000 | Malhação                 | Carlos Lins                   | Rede Globo |  |
| 2003 | A Casa das Sete Mulheres | Eduardo                       | Rede Globo |  |
| 2004 | A Escrava Isaura         | Henrique de Salles Cunha      | RecordTV   |  |
| 2005 | Prova de Amor            | Detetive Carlos               | RecordTV   |  |
| 2006 | Cidadão Brasileiro       | Caio                          | RecordTV   |  |
| 2007 | Luz do Sol               | Mascote                       | RecordTV   |  |
| 2008 | Chamas da Vida           | soldado Eurico Camargo Júnior | RecordTV   |  |
| 2010 | A História de Ester      | Dalfom                        | RecordTV   |  |
| 2012 | Rei Davi                 | Husai                         | RecordTV   |  |
| 2013 | Dona Xepa                | François Fontaine             | RecordTV   |  |
| 2014 | Milagres de Jesus        | Elói (quando jovem)           | RecordTV   |  |
| 2014 | Vitória                  | Iago Ramos                    | RecordTV   |  |
| 2016 | A Terra Prometida        | Melquias                      | RecordTV   |  |
| 2017 | O Rico e Lázaro          | Daniel                        | RecordTV   |  |
| 2018 | Jesus                    | Apóstolo Mateus               | RecordTV   |  |
| 2019 | Amor sem Igual           | Leandro Campello              | RecordTV   |  |

### Cinema[8]
| Ano  | Título            | Personagem                            | Produtora                      |
| ---- | ----------------- | ------------------------------------- | ------------------------------ |
| 2015 | Minha Fama de Mau | Interpretando seu avó: Paulo Gracindo | Indiana Produções Globo Filmes |
| 2017 | Como Você Me Vê?  | Interpretando ele mesmo               |                                |